# Vi bringer en Advarsel
|  | Denne artikel er oprettet af botten PalnaBot ud fra en ekstern database. Den kan derfor have sproglige fejl eller mangler. Denne skabelon kan fjernes efter kontrol af indholdet. |

Vi bringer en Advarsel er en dokumentarfilm fra 1944 instrueret af Ole Palsbo efter manuskript af Ole Palsbo.

## Handling
... et Øjebliks Letsindighed kan ødelægge Liv, Fremtid og Livslykke (MFU).